# Willem II Tilburg
El Willem II Tilburg és un club de futbol neerlandès de la ciutat de Tilburg. Juga a l'Eredivisie, el nivell superior del futbol neerlandès, després de l'ascens des de l'Eerste Divisie la temporada 2023–24.

## Història

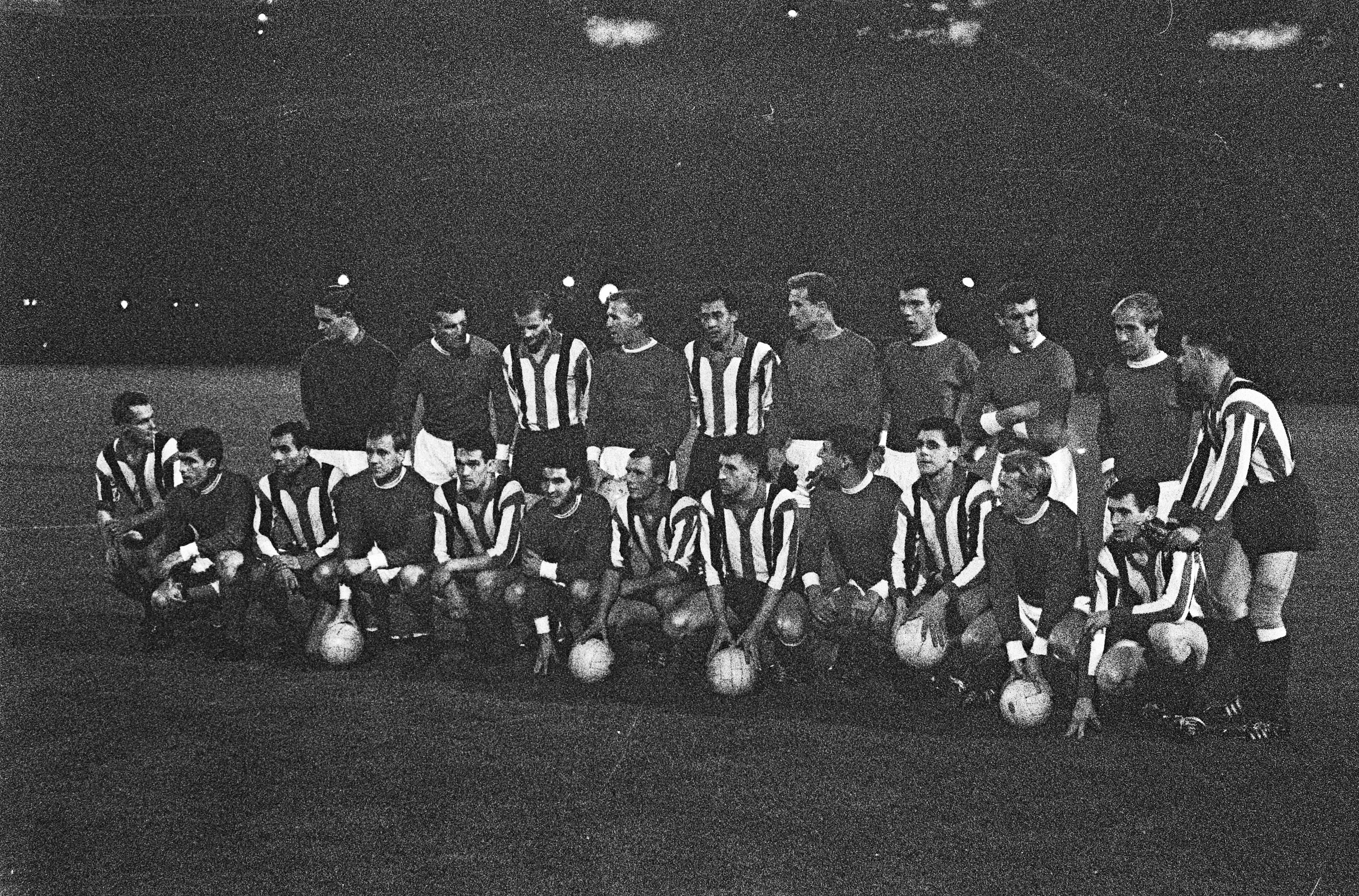
Willem II v Manchester United FC,
25 setembre 1963: 1–1.

El club nasqué amb el nom de Tilburgia el 12 d'agost de 1896. El 12 de gener de 1898, fou reanomenat Willem II, en honor del rei Guillem II dels Països Baixos (1840-1849), qui, com a príncep de la casa d'Orange i comandant de l'armada reial neerlandesa, establí els seus quarters generals a Tilburg, durant la independència de Bèlgica de 1830. El 2004, el club afegí el nom de la ciutat al nom oficial del club, esdevenint Willem II Tilburg.
Tres trofeus nacionals (1916, 1952 i 1955) i dues copes (1944 i 1963) són els seus títols més destacats. L'any 1999 acabà segon classificat a la lliga neerlandesa i es classificà per la Lliga de Campions de la UEFA.

## Palmarès
- Lliga neerlandesa de futbol:[4][5]
  - 1915–16, 1951–52, 1954–55
- Copa neerlandesa de futbol:[5][6]
  - 1943–44, 1962–63
- Eerste Divisie:[5]
  - 1956–57, 1964–65, 2013–14, 2023–24

## Jugadors

### Plantilla 2025-25
A 2 setembre 2024
| N. | Pos. | Nac. | Jugador                                    |
| -- | ---- | --- | ------------------------------------------ |
| 1  | POR  | [[Fitxer:Flag of France (1794–1815, 1830–1974).svg\|23x15px\|border \|alt=França\|link=Selecció de futbol de França\|{{#if:\|]]                                                             | Thomas Didillon-Hödl                       |
| 4  | DEF  | [[Fitxer:Flag of the Netherlands.svg\|23x15px\|border \|alt=Països Baixos\|link=Selecció de futbol dels Països Baixos\|{{#if:\|]]                                                           | Erik Schouten (2n capità)                  |
| 5  | DEF  | [[Fitxer:Flag of Iceland.svg\|23x15px\|border \|alt=Islàndia\|link=Selecció de futbol d'Islàndia\|{{#if:\|]]                                                                                | Rúnar Þór Sigurgeirsson                    |
| 6  | MIG  | [[Fitxer:Flag of Belgium (civil).svg\|23x15px\|border \|alt=Bèlgica\|link=Selecció de futbol de Bèlgica\|{{#if:\|]]                                                                         | Boris Lambert                              |
| 7  | DAV  | [[Fitxer:Flag of the Netherlands.svg\|23x15px\|border \|alt=Països Baixos\|link=Selecció de futbol dels Països Baixos\|{{#if:\|]]                                                           | Nick Doodeman                              |
| 8  | MIG  | [[Fitxer:Flag of the Netherlands.svg\|23x15px\|border \|alt=Països Baixos\|link=Selecció de futbol dels Països Baixos\|{{#if:\|]]                                                           | Jesse Bosch                                |
| 9  | DAV  | [[Fitxer:Flag of Belgium (civil).svg\|23x15px\|border \|alt=Bèlgica\|link=Selecció de futbol de Bèlgica\|{{#if:\|]]                                                                         | Kyan Vaesen (cedit pel Westerlo)           |
| 11 | DAV  | [[Fitxer:Flag of Germany.svg\|23x15px\|border \|alt=Alemanya\|link=Selecció de futbol d'Alemanya\|{{#if:\|]]                                                                                | Emilio Kehrer                              |
| 14 | MIG  | [[Fitxer:Flag of Belgium (civil).svg\|23x15px\|border \|alt=Bèlgica\|link=Selecció de futbol de Bèlgica\|{{#if:\|]]                                                                         | Cisse Sandra (cedit pel Club Brugge)       |
| 15 | DEF  | [[Fitxer:Flag of Serbia.svg\|23x15px\|border \|alt=Sèrbia\|link=Selecció de futbol de Sèrbia\|{{#if:\|]]                                                                                    | Miodrag Pivaš (cedit pel Newcastle United) |
| 16 | MIG  | [[Fitxer:Flag of the Netherlands.svg\|23x15px\|border \|alt=Països Baixos\|link=Selecció de futbol dels Països Baixos\|{{#if:\|]]                                                           | Ringo Meerveld                             |
| 17 | DAV  | [[Fitxer:Flag of the Netherlands.svg\|23x15px\|border \|alt=Països Baixos\|link=Selecció de futbol dels Països Baixos\|{{#if:\|]]                                                           | Patrick Joosten                            |
| 18 | DAV  | [[Fitxer:Flag of the Democratic Republic of the Congo.svg\|23x15px\|border \|alt=República Democràtica del Congo\|link=Selecció de futbol de la República Democràtica del Congo\|{{#if:\|]] | Jeremy Bokila                              |
| 20 | DEF  | [[Fitxer:Flag of the Netherlands.svg\|23x15px\|border \|alt=Països Baixos\|link=Selecció de futbol dels Països Baixos\|{{#if:\|]]                                                           | Valentino Vermeulen                        |

| N. | Pos. | Nac. | Jugador                               |
| -- | ---- | --- | ------------------------------------- |
| 21 | DAV  | [[Fitxer:Flag of Sweden.svg\|23x15px\|border \|alt=Suècia\|link=Selecció de futbol de Suècia\|{{#if:\|]]                          | Amar Fatah (cedit per l'ES Troyes AC) |
| 22 | DEF  | [[Fitxer:Flag of Belgium (civil).svg\|23x15px\|border \|alt=Bèlgica\|link=Selecció de futbol de Bèlgica\|{{#if:\|]]               | Rob Nizet                             |
| 24 | POR  | [[Fitxer:Flag of the Netherlands.svg\|23x15px\|border \|alt=Països Baixos\|link=Selecció de futbol dels Països Baixos\|{{#if:\|]] | Connor van den Berg                   |
| 25 | DEF  | [[Fitxer:Flag of Belgium (civil).svg\|23x15px\|border \|alt=Bèlgica\|link=Selecció de futbol de Bèlgica\|{{#if:\|]]               | Mickaël Tırpan                        |
| 27 | MIG  | [[Fitxer:Flag of the Netherlands.svg\|23x15px\|border \|alt=Països Baixos\|link=Selecció de futbol dels Països Baixos\|{{#if:\|]] | Dani Mathieu                          |
| 30 | DEF  | [[Fitxer:Flag of Austria.svg\|23x15px\|border \|alt=Àustria\|link=Selecció de futbol d'Àustria\|{{#if:\|]]                        | Raffael Behounek                      |
| 33 | DEF  | [[Fitxer:Flag of the Netherlands.svg\|23x15px\|border \|alt=Països Baixos\|link=Selecció de futbol dels Països Baixos\|{{#if:\|]] | Tommy St. Jago                        |
| 34 | DEF  | [[Fitxer:Flag of the Netherlands.svg\|23x15px\|border \|alt=Països Baixos\|link=Selecció de futbol dels Països Baixos\|{{#if:\|]] | Amine Lachkar                         |
| 35 | DAV  | [[Fitxer:Flag of the Netherlands.svg\|23x15px\|border \|alt=Països Baixos\|link=Selecció de futbol dels Països Baixos\|{{#if:\|]] | Khaled Razak                          |
| 41 | POR  | [[Fitxer:Flag of the Netherlands.svg\|23x15px\|border \|alt=Països Baixos\|link=Selecció de futbol dels Països Baixos\|{{#if:\|]] | Maarten Schut                         |
| 44 | DEF  | [[Fitxer:Flag of the Netherlands.svg\|23x15px\|border \|alt=Països Baixos\|link=Selecció de futbol dels Països Baixos\|{{#if:\|]] | Niels van Berkel                      |
| 48 | DEF  | [[Fitxer:Flag of the Netherlands.svg\|23x15px\|border \|alt=Països Baixos\|link=Selecció de futbol dels Països Baixos\|{{#if:\|]] | Jens Mathijsen                        |
| 50 | MIG  | [[Fitxer:Flag of the Netherlands.svg\|23x15px\|border \|alt=Països Baixos\|link=Selecció de futbol dels Països Baixos\|{{#if:\|]] | Per van Loon                          |

### Jugadors històrics destacats
| - Mariano Bombarda - Bud Brocken - Jimmy Calderwood - Jean-Paul van Gastel - Jack de Gier | - Sami Hyypiä - Bert Konterman - Michel Kreek - John Lammers | - Denny Landzaat - Joris Mathijsen - Oscar Moens - Marc Overmars | - James Quinn - Martijn Reuser - Jaap Stam - Earnie Stewart |

## Entrenadors destacats
| - Co Adriaanse - Bert Jacobs - Adrie Koster | - Robert Maaskant - Hans Verèl - Piet de Visser | - Hans Westerhof - André Wetzel - Theo de Jong | - Mark Wotte - Kees Zwamborn |